# 安班扎
安班扎是馬達加斯加的城市，由第亞那區負責管轄，位於首都塔那那利佛以北約500公里，海拔高度27米，60%居民是農民，主要農產品有可可、咖啡、稻米和香草，2001年人口28,468。